# FIFA Manager 11
FIFA Manager 11 je desáté pokračování série počítačových simulačních her, simulujících práci fotbalového manažera, FIFA Manager. Byla vyvinuta společností Bright Future a vydala ji 28. října 2010 společnost Electronic Arts, a to v mnoha zemích po celém světě.
Hra nabízí velké množství zcela nových funkcí. Byly provedeny stovky zlepšení hry, a to na všech úrovních, se zaměřením především na klíčové oblasti. Nyní hra obsahuje také samostatný on-line režim, ve kterém proti sobě může hrát přes internet až 8 hráčů. Manažer má stále pod kontrolou mnoho oblastí vedení klubu. Ve hře je zodpovědný například za výběr sestavy, taktiky, hráčské soustředění. Stejně tak samozřejmě i podepisování nových hráčů, vylepšování klubového zázemí a stadionu a mnoho dalšího.